# Digitale Bibliografie Nederlandse Geschiedenis
De Digitale Bibliografie Nederlandse Geschiedenis, DBNG, is een bibliografische gegevensbank en website over de geschiedenis van Nederland. Dit is een project van het Huygens Instituut voor Nederlandse Geschiedenis en de Koninklijke Bibliotheek, beide in Den Haag gevestigd.
De Digitale Bibliografie Nederlandse Geschiedenis is in begin 2008 tot stand gekomen en vervangt het Repertorium Geschiedenis Nederland van het Instituut voor Nederlandse Geschiedenis. Ook de gegevens van de projecten Short Title Catalogue Netherlands (STCN) en Bibliopolis van de Koninklijke Bibliotheek zijn in de DBNG opgenomen.
De DBNG omvat gegevens over meer dan 200.000 publicaties: boeken, andere gedrukte teksten en online-publicaties over Nederlandse geschiedenis. Behalve op onderwerp, kan ook met behulp van een landkaart of met een tijdbalk gezocht worden.